# Hrabstwo Adams (Wisconsin)
Hrabstwo Adams (ang. Adams County) – hrabstwo w stanie Wisconsin w Stanach Zjednoczonych.
Obszar całkowity hrabstwa obejmuje powierzchnię 688,51 mil² (1783,23 km²). Według szacunków United States Census Bureau w roku 2009 miało 20 088 mieszkańców. Jego siedzibą administracyjną jest Friendship.
Hrabstwo zostało utworzone z Portage w 1848. Nazwa pochodzi od nazwiska prezydenta USA Johna Quincy'ego Adamsa.
Na obszarze hrabstwa znajdują się rzeki Wisconsin i Lemonweir oraz 47 zbiorników wodnych.

## Miasta
- Adams - city
- Adams - town
- Big Flats
- Colburn
- Dell Prairie
- Easton
- Jackson
- Leola
- Lincoln
- Monroe
- New Chester
- New Haven
- Preston
- Quincy
- Richfield
- Rome
- Springville
- Strongs Prairie
- Wisconsin Dells

## Wioski
- Friendship

## CDP
- Arkdale
- Delwood
- Grand Marsh
- Lake Arrowhead
- Lake Camelot
- Lake Sherwood